# نيل ر. باريت
نيل ر. باريت (بالإنجليزية: Neil R. Barrett)‏ هو لاعب اتحاد الرغبي أيرلندي، ولد في 27 يوليو 1992 في دبلن في جمهورية أيرلندا.